# Religion sérère
La religion sérère ou la spiritualité sérère (sérère :  A ƭat Roog, signifiant « la voie du Divin » ou « le chemin De Dieu » ou « la vie religieuse »,), regroupe les croyances, pratiques et enseignements religieux du peuple sérère installé dans la région de Sénégambie. Les Sérères croient en une divinité suprême universelle appelée Roog  (ou Rog). Parmi les peuples cangins, Roog est désigné comme Kooh (ou Koox), Kopé Tiatie Cac, Kokh Kox, etc. Les croyances religieuses sérères se fondent sur des  chants et des poèmes anciens ; elles comprennent la  vénération et les offrandes aux saints, anciens Sérères, ainsi qu'aux esprits ancestraux (Pangool ( en )), mais aussi des croyances astronomiques et cosmologiques, des rites d'initiation, des  pratiques médicales et la préservation de l'histoire, de la culture et de l'identité sérère, ce qui inclut l'interdiction des mariages mixtes et la préservation de la pureté sexuelle jusqu'au mariage – une pratique à laquelle adhèrent fortement les Nones, où la conséquence de la violation de cette coutume pourrait signifier être condamné au célibat pour le reste de sa vie. Roog est à la fois partout et nulle part. C'est la raison pour laquelle il n'y a pas de maison de Roog. Les Sérères prient Roog – par le biais d'intercesseurs –, mais ne lui font pas directement de sacrifices d'animaux,,.
À propos de « A ƭat Roog », le professeur Simone Kalis écrit que :
« La vie religieuse ou "chemin de De Dieu" / a fat Roog se fonde sur le culte des ancêtres / pangool . Ils sont le pivot autour duquel s'originent tous les rituels que composent les pratiques religieuses et thérapeutiques . Le prêtre / o yaal pangool, maître du culte, se situe à mi-chemin entre le monde de l'au-delà et de l'ici-bas ; l'invisible et le visible, les morts et les vivants ».

## Croyances

### Divinité
Les  Sérères croient en une divinité suprême universelle appelée Roog, et parfois dénommée Roog Sene (sérère: Roog Seen, signifie « Roog l'Immensité » ou « Dieu Miséricordieux »). Ils ont une tradition religieuse élaborée traitant des diverses dimensions de la vie, de la mort, de l'espace et du temps, des communications avec les esprits ancestraux, et de la cosmologie. Le nombre total de cérémonies religieuses et de fêtes sérères est supérieur à celui de toutes les fêtes abrahamiques rassemblées (celles du  judaïsme, du  christianisme et de l'Islam) ; chacune est aussi ancienne que le peuple sérère lui-même. Roog Sene est le créateur ; il n'est ni un dieu, ni une déesse, mais au-dessus d'eux ; ni diable, ni génie, il est le seigneur de la créature. Roog est l'incarnation même de la foi, mâle et femelle, auquel on fait des offrandes au pied des arbres (comme le baobab, arbre sacré), sur la mer, le Sine (fleuve sacré), dans les foyers ou dans les sanctuaires collectifs. Roog Sene est inaccessible sauf, dans une moindre mesure, par les grands prêtres et prêtresses sérères (Saltigué), qui ont été initiés et possèdent les connaissances et le pouvoir d'organiser leurs pensées en une seule unité cohérente.

### Esprits ancestraux
Les Sérères ordinaires adressent leurs prières au Pangool (en) (l'esprit des ancêtres, qui sont les intermédiaires entre le monde des vivants et le divin). Un Sérère orthodoxe doit rester fidèle à l'esprit des ancêtres car son âme est sanctifiée en raison de cette intercession. L'importance du Pangool est autant historique que religieuse. Les esprits des ancêtres sont reliés à l'histoire du peuple sérère du fait de l'association du Pangool à la fondation des villes et des villages sérères : un groupe de Pangool devait accompagner les fondateurs du village, appelés Lamanes (ou Lamans, les anciens rois sérères), sur leur chemin en quête de terres à exploiter. Sans eux, les exploits des Lamanes n'auraient pas été possibles. Les anciens Lamanes ont érigé des sanctuaires au Pangool, devenant ainsi les prêtres et les gardiens du sanctuaire. En tant que tels, ils sont devenus les intermédiaires entre la terre, le peuple et le Pangool. Lorsqu'un roi, une reine ou tout autre membre de la lignée lamane passe dans le monde des esprits, la communauté sérère tout entière les célèbre en l'honneur des vies exemplaires qu'ils ont vécues dans le monde des vivants. Ces célébrations sont inspirées des enseignements de la religion sérère. De même, en adressant leurs prières au Pangool, les Sérères reprennent les chants anciens et offrent en sacrifice des buffles, des moutons, des chèvres, des poulets ou des récoltes.

### Divinité et humanité
Dans la religion sérère, Roog Sene est l'élément vital auprès de qui les âmes incorruptibles et sanctifiées retournent à la paix éternelle quand elles quittent le monde des vivants. Rog Sene n'interfère pas dans les affaires quotidiennes du monde des vivants. Cependant il voit, sait et entend tout. Des esprits intermédiaires agissent au nom de Roog dans le monde physique. Ainsi, les individus disposent d'un libre arbitre pour vivre une bonne vie spirituelle, conforme aux doctrines religieuses. Roog  Sene n'intervient pas dans la façon dont on vit, chacun dispose donc de la volonté de faire ce qu'il croit être juste. Ceux qui font le bien et vivent une vie spirituellement remplie seront légitimement récompensés dans la vie future. Ceux qui vivent leur vie contrairement aux enseignements seront jugés comme il se doit dans l'au-delà.

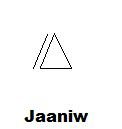
Symbole du « jaaniiw » (la demeure sacrée des âmes des morts). Seules les bonnes âmes atteignent jaaniiw.

### Après la vie (Jaaniiw)
Il n'y a pas de paradis ou d'enfer dans la religion sérère où l'immortalité de l'âme et la réincarnation (« ciiɗ » en langue sérère) sont des croyances fortes. Les esprits des ancêtres —Pangol— qui ont vécu d'une manière pure sur terre atteignent le plus haut degré de spiritualité. À leur mort, ils sont canonisés et vénérés comme des saints et obtiennent le pouvoir d'intercéder entre les vivants et le divin. En raison de leur pureté, ils sont les seuls à posséder la possibilité de se réincarner. Dans la croyance sérère, l'acceptation d'une âme dans le royaume des ancêtres est proche de la notion de paradis alors que le rejet de celle-ci, qui sera dès lors condamnée à se perdre et à errer, est proche de la notion de l'enfer,. Seules les bonnes âmes vont à « Jaaniiw »,.

## Totems de famille
Chaque famille sérère a un totem (o tiim / tiim ou tim). Les totems représentent les interdits aussi bien que les protections. Ils peuvent être des animaux, des plantes, etc. Par exemple, le totem de la famille Diouf est l'antilope. Toute brutalité contre cet animal par la famille Diouf est interdite. Son respect procure à la famille Diouf une sainte protection. Le totem de la famille N'Diaye est le lion ; le totem de la famille Sène est le lièvre et celui de la famille Sarr est la girafe et le chameau,.

## L'ordre secret du Saltigué
Les hommes et les femmes peuvent être initiés dans l'ordre secret du Saltigué. Conformément à la doctrine religieuse sérère, pour devenir un aîné spirituel (Saltigue), il faut être initié, en particulier dans les mystères de l'univers et du monde invisible, ce qui est réservé à un petit nombre. Le Xoy (également orthographié Xooy ( en ) ou Khoy)) est une cérémonie religieuse et un événement spécial dans le calendrier religieux des Sérères. C'est le moment où les grands prêtres et prêtresses sérères (le Saltigué)  viennent prédire l'avenir face à la communauté. Ces devins et guérisseurs adressent des sermons lors de la cérémonie de Xoy qui ont trait au temps qu'il va faire, à la politique, à l'économie, etc. C'est un événement très spécial qui rassemble dans cette région du Sine-Saloum des milliers de personnes venues de toutes les parties du monde. Les Sérères ultra-orthodoxes et les Sérères syncrétistes (convertis à l'islam ou au christianisme et qui mélangent leur religion nouvellement acquise avec l'ancienne religion sérère) ainsi que des peuples non sérères comme le peuple Lébou (qui forment des groupes distincts mais qui respectent toujours les pratiques religieuses de leurs ancêtres sérères) se rassemblent autour du Sine pour cette ancienne cérémonie. Les Sérères qui vivent en Occident planifient parfois leur pèlerinage plusieurs mois à l'avance. L'événement se déroule sur plusieurs jours pendant lesquels les prédictions des Saltigué occupent une place centrale. La cérémonie débute habituellement dans la première semaine de juin à Fatick.

## Quelques cérémonies sérères

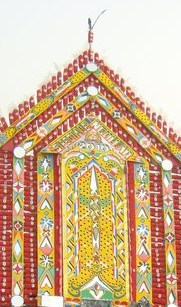
Mbot, symbole de l'initiation Ndut.

- Xoy (également orthographié Khoy)
- Ndut
- Jobai
- Randou Rande
- Mindisse
- Mbosseh (ou Mbossé)
- Mboudaye
- Tobaski
- Gamo (également Gamou)
- Tourou Peithie[20]
- Daqaar Mboob

## Pèlerinage Raan à Tukar
Le pèlerinage se déroule dans le vieux village de Tukar fondé par Lamane Djigan Diouf (orthographié également Jegan Joof) au XIe siècle,. Il est dirigé par les descendants de la lignée lamanique. Il a lieu chaque année, le deuxième jeudi après l'apparition de la nouvelle lune d'avril. Dans la matinée du Raan, le lamane prépare des offrandes de mil, de petit-lait et de sucre, mélange appelé foox dans la langue sérère. Après le lever du soleil, le lamane fait une visite à l'étang sacré - le sanctuaire saint de Luguuñ (le Pangool - les saints ou les esprits des ancêtres) qui a guidé Djigan Diouf lors de sa migration depuis Lambaye (au nord du Sine). Le lamane fait son offrande au Luguuñ et passe la matinée en prière rituelle et méditation. Après cela, il fait une tournée dans Tukar et effectue des offrandes rituelles de lait, de millet et de vin ainsi que de petits animaux, dans les sanctuaires principaux (arbres et lieux sacrés) pendant que les gens se dirigent vers le chef des Saltigués - les prêtres héréditaires de la pluie, sélectionnés dans la lignée lamane pour leurs talents divinatoires.

## Jour de repos
Dans la religion sérère, le lundi est le jour de repos. Des activités culturelles telles que le "Njom" (lutte sénégalaise), les mariages, etc. sont également interdits le jeudi.

## Loi religieuse des Sérères

### La doctrine sur le mariage sérère
Courtiser une future épouse est autorisé, mais avec des limites. Les femmes donnent le respect et l'honneur de la religion sérère. La femme ne doit pas être déshonorée et ne doit s'engager dans une relation physique qu'après son mariage. Si un homme désire une femme, il doit lui fournir des cadeaux comme marque d'intérêt. Si la femme et sa famille acceptent, cela devient alors un contrat implicite et elle ne devrait donc plus accepter la cour de tout autre homme ou les cadeaux d'un autre homme dont le but serait de lui faire la cour,.

### La doctrine sur la relation avant le mariage sérère
Lorsqu'on s'apercevait qu'un jeune homme et une jeune fille avaient engagé des relations avant le mariage, tous deux étaient exilés pour éviter la honte aux familles, même si une grossesse avait découlé de cette relation.

### La doctrine sérère sur l'adultère
Lorsqu'une femme mariée s'est engagée dans une relation adultère avec un autre homme, les deux coupables sont humiliés de manière différente. Le mari lésé prend les sous-vêtements de son rival et les accroche sur sa maison pour montrer que l'amant a rompu les lois sociales en commettant l'adultère avec son épouse. L'amant devient alors la personne la plus détestée de la société sérère. Tout le monde se moque de lui, personne ne veut se marier avec quelqu'un de sa famille, et il est excommunié. Cela est considéré comme l'expérience la plus humiliante pour un homme. Les Sérères sont régis par un code d'honneur appelé Gorie, beaucoup d'hommes se sont suicidés parce qu'ils ne pouvaient plus supporter une telle humiliation. Quant à la femme infidèle, ses sous-vêtements ne sont pas exhibés, parce que dans la culture sérère les femmes sont respectées et tenues en haute estime. Toutefois, elle est aussi humiliée, mais sous une forme différente : les femmes mariées tressent leurs cheveux dans un style particulier que seules les femmes mariées ont le droit de porter (c'est un symbole de leur statut, les plaçant au plus haut degré de respect parmi les femmes). La femme adultère perd ce droit, et les femmes de sa famille dénouent ses cheveux. Là encore, cela est tellement humiliant et dégradant pour une femme mariée, que de nombreuses femmes se sont suicidées plutôt que d'affronter la honte. L'homme lésé peut pardonner à sa femme et à l'amant de sa femme s'il choisit de le faire ; dans ce cas, les amants adultères et leurs familles doivent se rassembler près du roi, du chef ou du groupe des anciens, et demander officiellement pardon. Ce sera en face de la communauté parce que les règles qui régissent la société ont été rompues. Cette doctrine s'étend à la fois aux hommes et aux femmes mariés ; la protection est accordée au conjoint lésé, indépendamment de son sexe,.

### La doctrine sérère relative au meurtre

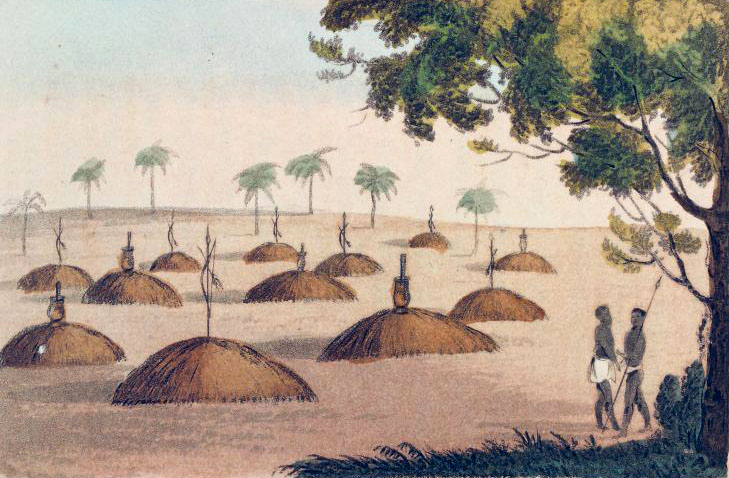
Tombes sérères (1821)

La famille de la victime d'un homicide était autorisée à demander vengeance, si elle ne souhaitait pas pardonner. Là encore, la famille du meurtrier devait se présenter dans un centre local devant un chef de tribu, ou au palais royal devant le roi, apportant de la nourriture (du millet) destinée à être partagée entre la communauté et la famille de la victime. Un homme fort était désigné par la famille de la victime pour exécuter le jugement de celle-ci : il se précipitait vers le meurtrier, muni d'une lance où était fiché un morceau de viande. S'il tuait le meurtrier avec sa lance, c'était une vengeance acceptée ; la nourriture apportée n'était pas consommée et les deux familles se séparaient dans l'indifférence. S'il offrait la viande au meurtrier, en signe de pardon, la communauté  consommerait le millet, et les deux familles deviendraient alliées, allant parfois jusqu'à marier leurs enfants ensemble,.

### Tenue religieuse
Les Sérères portent des reliques de leurs ancêtres, telles que des cheveux, ou un objet précieux leur ayant appartenu ; l'objet devient un  juju (charme religieux) et est porté, soit sur leurs vêtements, soit visiblement autour du cou.

### Médecine, récoltes et offrandes
Les Sérères ont aussi une ancienne connaissance de l'herboristerie qui est transmise et dont l'acquisition nécessite des années d'apprentissage,. Le gouvernement sénégalais a créé une école et un centre pour préserver ce savoir ancien et l'enseigner aux jeunes. Le CEMETRA (Centre expérimental de médecine traditionnelle de Fatick), dans la région sérère du Sine Saloum, est composé d'au moins 550 guérisseurs sérères professionnels.
Plusieurs pratiques traditionnelles liées aux activités terrestres et agricoles sont connues, deux exemples sont décrits ci-dessous :
- Prédiction des cérémonies organisées par le Saltige, qui est considéré comme le gardien du savoir autochtone. Ces réunions sont destinées à fournir de l'information, en particulier avertir les gens de ce qui se passera dans le village pendant la saison des pluies suivante.
- Préparation des semis, une cérémonie appelée Daqaar Mboob visant à assurer une bonne récolte de mil ou d'arachide. À cette fin, chaque producteur doit obtenir le Xos, à la suite d'une cérémonie compétitive composée de chasses, de courses, etc[30].

## Influence de la religion sérère en Sénégambie
De même que les anciennes fêtes païennes ont été reprises et adaptées par le christianisme, les noms des fêtes religieuses des anciens Sérères ont été repris  par les musulmans de Sénégambie. Les Sérères sont l'une des rares tribus de Sénégambie (si ce n'est la seule en dehors des Diolas) qui ont réellement un nom pour Dieu (ou les dieux) qui ne soit pas emprunté à l'arabe, mais indigène à leur langue. En effet, bien que les autres tribus aient eu des noms pour leurs divinités dans les temps anciens, quand elles ont commencé à se convertir à l'islam en grand nombre, elles ont perdu cette partie de leur histoire à la différence des Sérères. Toutes les fêtes musulmanes de Sénégambie, comme Tobaski, Gamo, Korité, Weri Kor, etc. correspondent en fait à des fêtes religieuses sérères anciennes ; elles ne sont pas arabes, et portent un nom  sérère à l'origine. Tobaski était une ancienne fête de chasse sérère ; Gamo, une fête de divination ; Korité (du mot sérère Kor) était un rite d'initiation masculine ; Weri Kor était le  mois où les anciens garçons sérères passaient leurs rites d'initiation. D'ailleurs, l'Aïd Al Kabir (qui est arabe) est totalement différent du Tobaski sérère, mais les musulmans de Sénégambie ont emprunté le terme sérère pour décrire l'Aïd al Kabir. De même, ils ont emprunté le mot sérère Gamo au lieu de Mawlid (qui célèbre la naissance de Mahomet). Enfin, Weri Kor (le mois du jeûne, Ramadan en arabe) n'a rien à voir avec l'islam.

## La momification et le culte des pierres dressées

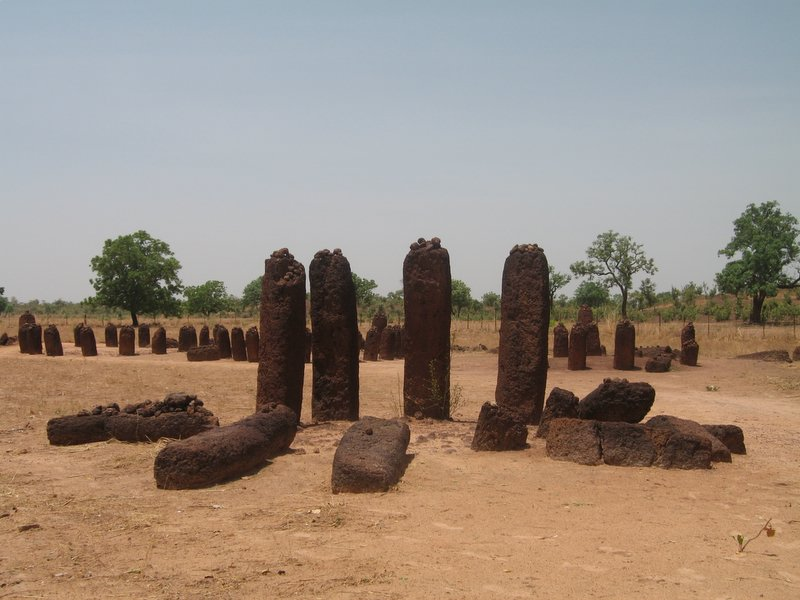
Cercles mégalithiques de Sénégambie.

Les morts, surtout ceux des plus hauts échelons de la société, étaient momifiés, afin de les préparer à l'au-delà (Jaaniiw). Ils étaient accompagnés par des objets funéraires y compris de l'or, de l'argent, du métal, leurs armures et d'autres objets personnels, etc. La momification est devenue moins fréquente dans le Sénégal contemporain,,,.
Les morts étaient enterrés dans une tombe en forme de pyramide,.
Les pierres dressées, comme les cercles mégalithiques de Sénégambie, ont également été un lieu de culte. Des mégalithes de latérite étaient taillés et dressés en direction du ciel,,.

## Cosmologie sérère

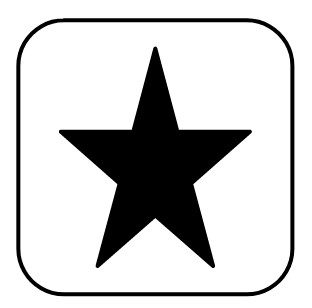
Yoonir, symbole de l'Univers,.

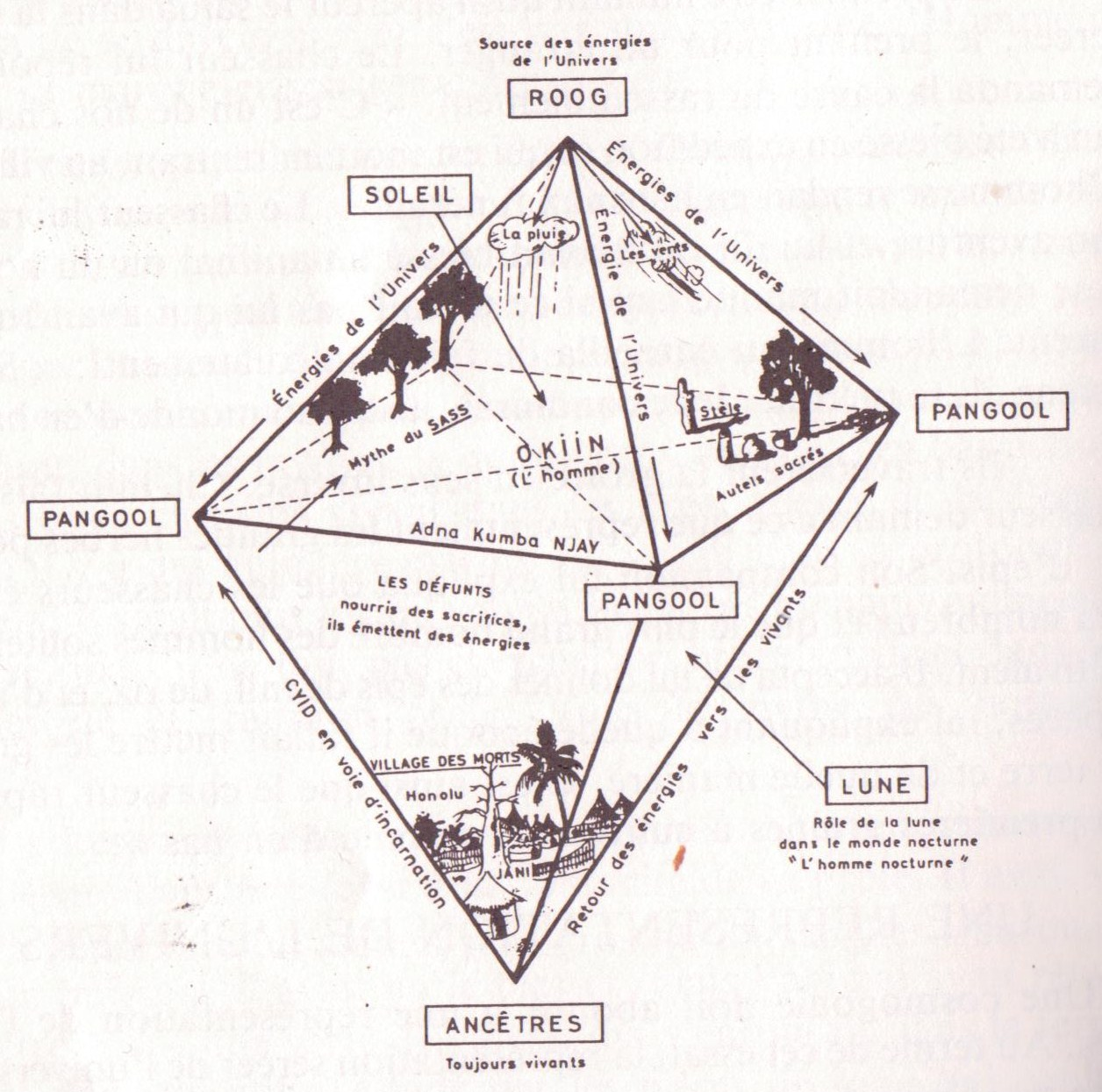
Représentation de l'univers dans la Cosmogonie sérère.

L'une des étoiles les plus importantes  dans la cosmologie des peuples sérères est Sirius, l'étoile la plus brillante du ciel, que les Sérères appellent Yoonir (ce qui peut signifier  « le compagnon », « l'accompagnateur », etc.). Elle est très importante et sacrée ; c'est un des nombreux symboles religieux. Yoonir est liée à l'agriculture,, car elle annonce le début des inondations et permet aux agriculteurs sérères de commencer à planter des graines ; Yoonir est représentée sous la forme de Pangool ( en ), intercesseur entre Roog, la divinité suprême, et l'homme. L'étoile apparaît avant la cérémonie annuelle où les prêtres et les prêtresses sérères (le Saltigué) se réunissent pour prédire le cours de l'hiver.
Dans sa représentation symbolique, le pic de l'étoile (pointe haute) représente la divinité suprême (Roog). Les quatre autres pointes représentent les points cardinaux de l'Univers. Les deux lignes entre ces quatre pointes s'identifient aux axes de l'Univers, par lesquels passent toutes les énergies. Le point haut est « le point de départ et de conclusion, l'origine et la fin ». Les Sérères qui ne peuvent pas lire ou écrire l'alphabet latin  signent très souvent les documents officiels avec l'étoile de Yoonir, laquelle représente aussi « la bonne fortune et le destin ».
Depuis sa première publication de La civilisation sereer, Henry Gravrand a fait une importante découverte. Dans le Tassili, il a observé, sur les gravures rupestres répertoriées par Henri Lhote, une représentation de l'étoile Yoonir, sous la forme de deux serpents enroulés, symbolisant le Pangool. Le rocher où l'étoile apparaît était probablement un lieu de culte.